# Rózsadomb (Szlovákia)

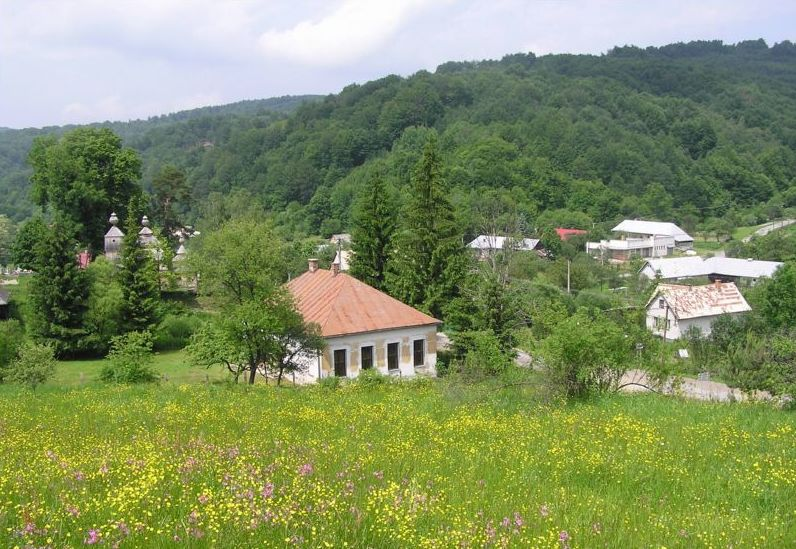
A község látképe

Rózsadomb (1899-ig Bodruzsal, szlovákul: Bodružal, ukránul: Bodružal) község Szlovákiában, az Eperjesi kerület Felsővízközi járásában.

## Fekvése
Felsővízköztől 16 km-re északkeletre, a Ladomér-patak alatt található.

## Története
A falu 1573 és 1598 között keletkezett a makovicai uradalom területén. 1600-ban „Bedruczoua” alakban említik először. 1618-ban „Bodrudsa”, 1786-ban „Bodrussal” néven szerepel a korabeli forrásokban. 1787-ben 22 házában 149 lakos élt.
A 18. század végén Vályi András így ír róla: „BODRUZAL. Orosz falu Sáros Vármegyében, földes Ura Gróf Áspermont Uraság, e’ helységnek leg inkább legelőjében, és fájában áll java, földgye sovány, melly miatt negyedik Osztálybéli.”
1828-ban szintén 22 háza volt 181 lakossal. Lakói mezőgazdasággal, erdei munkákkal foglalkoztak. A 19. század közepétől sok lakója kivándorolt.
Fényes Elek 1851-ben kiadott geográfiai szótárában így ír a faluról: „Bodruszal, orosz falu, Sáros vármegyében, Duplin fiókja, 8 r. 173 g. k., 10 zsidó lak. Gör. szentegyház. A makoviczi urad. tartozik. Ut. p. Komarnik.”
A 20. század első felében lakói a mezőgazdasági munkások mellett főként favágók, fuvarosok voltak. 1920 előtt Sáros vármegye Felsővízközi járásához tartozott.
1944-ben a felszabadító harcok során jelentős károk érték a települést.

## Népessége
| Év:            | 1994. | 2004.    | 2014.   | 2024.    |
| -------------- | ----- | -------- | ------- | -------- |
| Emberek száma: | 77    | 62       | 68      | 59       |
| Eltérés:       |       | -19,48 % | +9,67 % | -13,23 % |

| Év:            | 2023. | 2024.   |
| -------------- | ----- | ------- |
| Emberek száma: | 60    | 59      |
| Eltérés:       |       | -1,66 % |

1910-ben 155, túlnyomórészt ruszin lakosa volt.
2001-ben 59 lakosából 47 szlovák és 10 ruszin volt.
2011-ben 59 lakosából 29 szlovák és 12 ruszin.

## Nevezetességei
- Szent Miklós tiszteletére szentelt görögkatolikus fatemploma 1658-ban épült. Az ikonosztáz és a hajó északi oldalának festményei a 18. század végéről származnak. Berendezése barokk. Az ikonosztázt és az oltárt az 1990-es években megújították.